# Cocentaina
Cocentaina è un comune della Spagna situato nella Comunità Valenciana, una delle diciassette comunità autonome spagnole. I festeggiamenti di "Moros i Cristians" si svolgono nel mese di agosto in onore di San Ippolito e sono la più antica del mondo (risalente al 1585).